# Glossosoma kelleyi
Glossosoma kelleyi är en nattsländeart som beskrevs av Ross 1956. Glossosoma kelleyi ingår i släktet Glossosoma och familjen stenhusnattsländor. Inga underarter finns listade i Catalogue of Life.